# ミートゥアン橋
ミートゥアン橋（ベトナム語：Cầu Mỹ Thuận / 梂美順）はベトナム、メコンデルタ地域のティエンザン省カイベー県とヴィンロン省ヴィンロンを結ぶ、メコン川に架かる斜張橋。

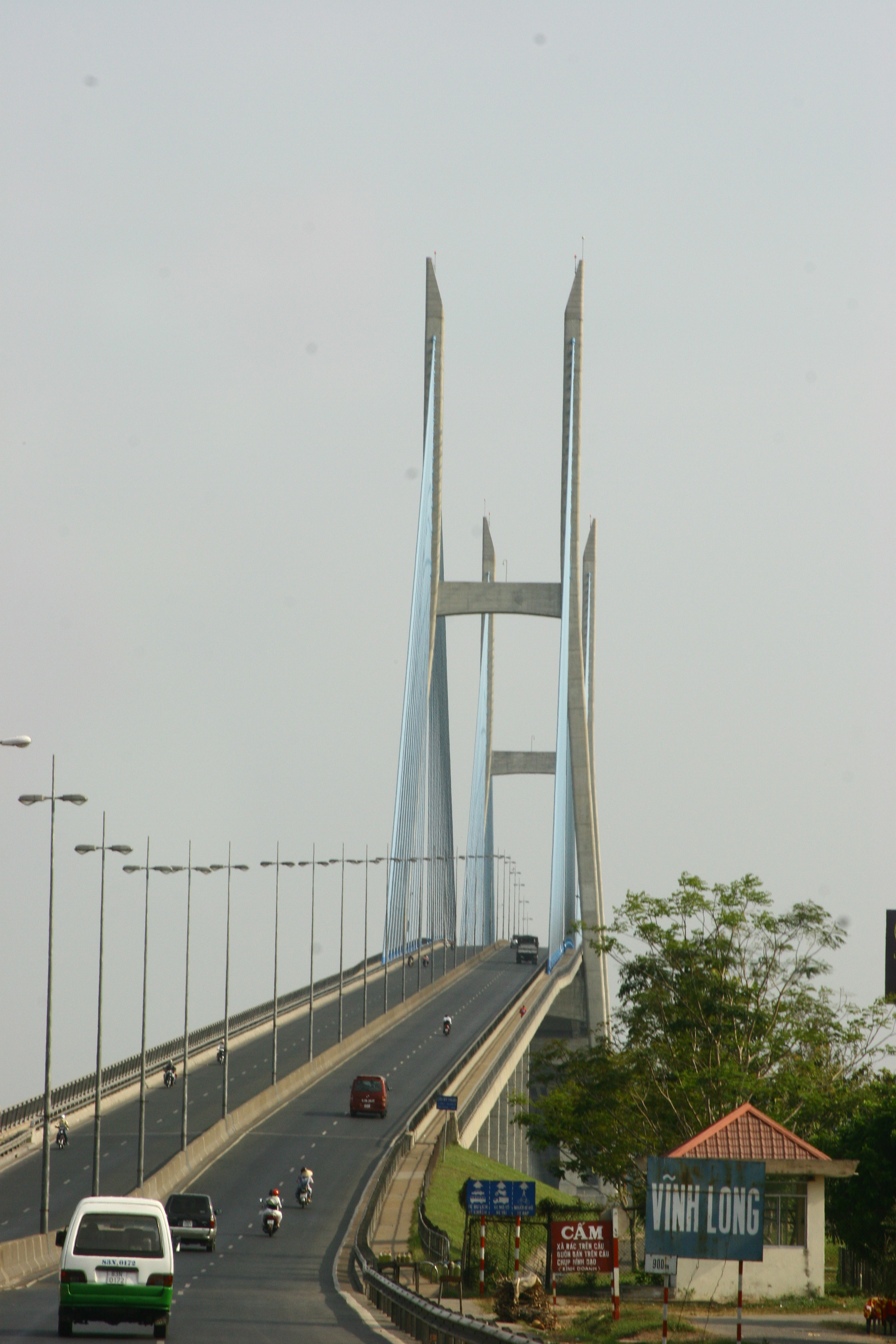
ミートゥアン橋

ベトナムとオーストラリア両政府の合同事業として開発された。この事業は、海外におけるオーストラリア最大の援助計画であり、9,100万オーストラリア・ドルが投資された。橋はドイツ企業のビルフィンガー社により建設され、2000年に完成した。